# Eystein Orre
Eystein Orre Torbergsson (Øystein Orre, 1014 - 1066) fue un caudillo vikingo de Noruega de la dinastía Arnmødinge, hijo de Torberg Arnesson y Ragnhild, hija de Erling Skjalgsson. Acompañó a Harald Hardrada en la conquista de Inglaterra como responsable de una parte de la flota vikinga. Cuando el rey Harald murió en la batalla de Stamford Bridge emboscado por el ejército de Harold Godwinson, Eystein llevaba un mensaje sobre el ataque pero llegó tarde y también cayó en el campo de batalla junto a la mayoría de sus hombres.